# فرانشيسكا روسي
فرانشيسكا روسي (بالإيطالية: Francesca Rossi)‏ (2 يونيو 1968 بفورلي في إيطاليا - ) هي لاعبة كرة سلة إيطالية في مركز الوسط، شاركت في كأس العالم لكرة السلة للنساء 1994 وبطولة كرة السلة الأوروبية للسيدات 1991 ‏ وبطولة كرة السلة الأوروبية للسيدات 1993 ‏ والألعاب الأولمبية الصيفية 1992 وبطولة كرة السلة الأوروبية للسيدات 1987 ‏.

## وصلات خارجية
- فرانشيسكا روسي على موقع الاتحاد الدولي لكرة السلة (الإنجليزية)
- فرانشيسكا روسي على موقع بروبوليرز (الإنجليزية)
- فرانشيسكا روسي على موقع سبورتس رفرنس (الإنجليزية)
- فرانشيسكا روسي على موقع أوليمبيديا (الإنجليزية)